# Waldron Spurs
Die Waldron Spurs sind eine Gruppe von Felsspornen an der Dufek-Küste der antarktischen Ross Dependency. Sie liegen in den unteren Ausläufern des Königin-Maud-Gebirges auf der Ostseite der Mündung des Shackleton-Gletschers in das Ross-Schelfeis.
Teilnehmer der United States Antarctic Service Expedition (1939–1941) entdeckten diese Formation. Das Advisory Committee on Antarctic Names benannte sie 1962 nach Lieutenant Commander James Edgar Waldron Jr. (* 1925) von den Reservestreitkräften der United States Navy, Pilot der Flugstaffel VX-6 zwischen 1957 und 1958.